# Samsung Galaxy S Ultra
Samsung Galaxy Ultra désigne une lignée de smartphones de la série Samsung Galaxy S, et qui existe depuis le Samsung Galaxy S20.

## Historique

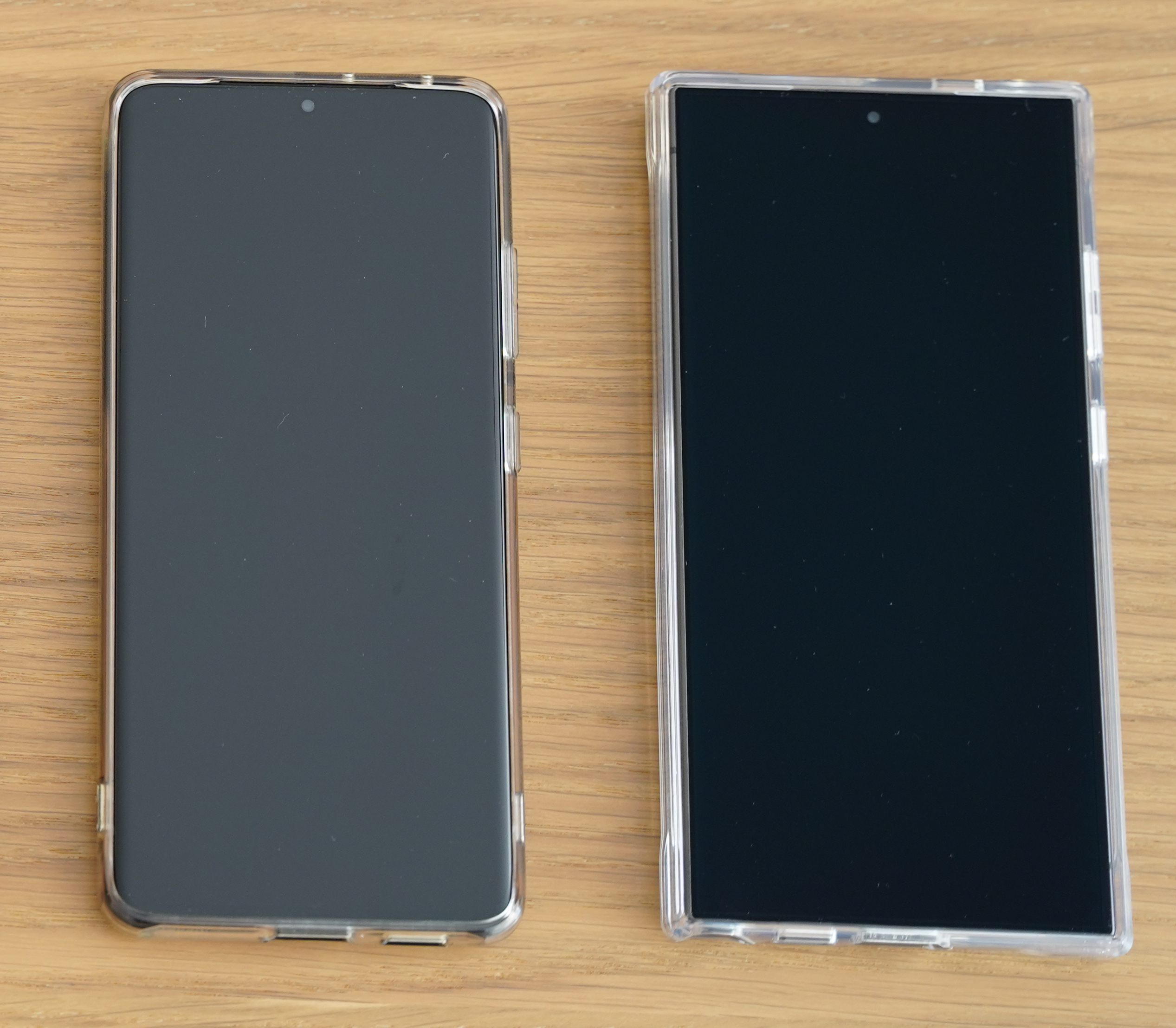
Un Samsung Galaxy S21 Ultra (à gauche) et un Samsung Galaxy S24 Ultra (à droite)

Il s'agit de la déclinaison très haut de gamme du Samsung Galaxy S, et qui existe depuis la sortie en 2020 du Samsung Galaxy S20. Cette gamme est ainsi semblable à la gamme Samsung Galaxy Note, seul le S Pen n'est pas compatible avec le premier modèle de la série. Celui-ci remplace le Samsung Galaxy S10 5G.
Puis, avec l'extinction de la gamme Galaxy Note, le Samsung Galaxy Note 20 est remplacé par le Samsung Galaxy S21 Ultra 5G, celui-ci étant compatible avec le S Pen, contrairement au modèle précédent, bien que celui-ci soit vendu séparément et que le téléphone ne soit pas pourvu d'un emplacement dédié,.
Le Samsung Galaxy S22 Ultra est le premier modèle à être livré avec le S Pen, et comme le Note 20, il est pourvu d'un emplacement pour ranger celui-ci. Bien que semblable au Galaxy S21 Ultra, le Galaxy S22 Ultra adopte les éléments stylistiques de la gamme Note. Le Samsung Galaxy S23 Ultra reprend le design et la plupart des caractéristiques du Samsung Galaxy S22 Ultra.
Le Samsung Galaxy S24 Ultra est sorti en 2024. 
Contrairement au modèle précédent, le Galaxy S24 Ultra abandonne l'écran incurvé. Samsung abandonne ainsi ce type d'écran, onze ans après le lancement du Samsung Galaxy Round, qui a introduit cette innovation.
Sorti en 2025, le dernier modèle est le Samsung Galaxy S25 Ultra. Contrairement au modèle précédent, le Galaxy S25 Ultra a des bords fins et des coins incurvés. Le S Pen est par ailleurs dépourvu de technologie Bluetooth, sans que cette innovation soit remplacée par une autre ou se matérialise par une baisse des prix.